# Accès aux études de santé en France
En France, l’accès aux études des professions de santé de médecin, chirurgien-dentiste, sage-femme, pharmacien et kinésithérapeute peut se faire, à compter de 2020, après un parcours « accès santé » spécifique (PASS) comprenant une option dite mineure disciplinaire au choix de l'étudiant (permettant une bifurcation dans la deuxième année de licence de la mineure disciplinaire en cas d'échec au concours et si l'année a quand même été validée), ou bien après une première année de licence avec une option « accès santé » (L.AS).

## Histoire
Après Mai 68, la loi Faure permet l’université libre d’accès pour les bacheliers. Dans le même moment, le nombre d’étudiants en médecine augmente considérablement (de plus de 35 000 en 1963, à 59 800 en 1967). La loi du 12 juillet 1971 aménageant certaines dispositions de la loi Faure permet aux ministres de l’Éducation et de la Santé d’arrêter le nombre des étudiants de première année du premier cycle des études médicales ou odontologiques (chirurgie dentaire) admis à entrer en deuxième année du premier cycle. Ce sont alors les capacités formatrices des hôpitaux qui déterminent ces effectifs. Ensuite, la loi du 2 janvier 1979 précise qu’il faut de plus prendre en compte « les besoins de la population »,.
La loi du 7 juillet 2009 instaure une première année commune aux études de santé (PACES), qui concerne désormais les études pharmaceutiques et celles de maïeutique (sage-femme), à compter de 2011.
Pour remédier au taux d’échec élevé des étudiants aux différents concours de la PACES, la loi relative à l'enseignement supérieur et à la recherche de 2013 instaure plusieurs passerelles expérimentales permettant l'accès aux études médicales, odontologiques, pharmaceutiques ou de maïeutique pour une durée de six ans, étendu à huit en 2018,.
En 2015, la sélection pour l'accès aux études de masseur-kinésithérapeute est ouverte aux étudiants  sélectionnés sur concours après avoir validé le parcours d’accès spécifique santé (PASS) ou une première année de licence avec un accès santé (L.AS).
En 2016, à l’initiative du Premier Ministre, une Grande conférence de la santé est lancée et permet la constitution d’un réseau autour d’une vision commune du « problème » et de la « solution ».
La loi du 24 juillet 2019 relative à l’organisation et à la transformation du système de santé supprime le numerus clausus à compter de la rentrée universitaire 2020.

## Modalités d'accès en PASS et L.AS

### Capacité d’accueil
Les capacités d'accueil des formations en deuxième et troisième années de premier cycle sont déterminées annuellement par les universités. Pour déterminer ces capacités d'accueil, chaque université prend en compte les objectifs pluriannuels d'admission en première année du deuxième cycle de ces formations. Ces objectifs pluriannuels, qui tiennent compte des capacités de formation et des besoins de santé du territoire, sont arrêtés par l'université sur avis conforme de l'agence régionale de santé concernée. L'agence régionale de santé consulte, au préalable, la conférence régionale de la santé et de l'autonomie concernée. Les objectifs pluriannuels d'admission en première année du deuxième cycle sont définis au regard d'objectifs nationaux pluriannuels relatifs au nombre de professionnels à former établis par l'Etat pour répondre aux besoins du système de santé, réduire les inégalités territoriales d'accès aux soins et permettre l'insertion professionnelle des étudiants.

### Parcours Accès Spécifique Santé (PASS)
Le Parcours Accès Spécifique Santé est dispensé dans une université comportant une unité de formation et de recherche de santé. L'étudiant doit choisir une mineure en complément, qui correspond à ses points forts (par exemple : option droit, biologie, littérature, etc.). Le PASS est le nouveau nom de l'ancienne PACES, première année communes aux études de santé, pour laquelle il y avait beaucoup d'échecs, à la suite de la réforme des études de santé de 2019. Avec la L.AS, ces deux voies d'accès aux études de santé permettent de recruter les médecins, pharmaciens, dentistes, masseur-kinésithérapeutes et sages-femmes de demain. 60 % des étudiants de deuxième année proviennent d'un PASS tandis que 40 % proviennent d'une L.AS.
En dépit de la réforme, ces deux voies d'accès restent particulièrement sélectives. Les étudiants n'ont plus le droit de redoubler en PASS mais sont obligés, en cas d'échec, de se diriger vers une LAS s'ils veulent retenter leurs chances en médecine. C'est pourquoi bien souvent les candidats de niveau moyen se tournent vers une prépa médecine, souvent durant un an, après l'obtention du baccalauréat, pour accéder par la suite aux études de santé en maîtrisant déjà le programme de PASS.
L'organisation de ce parcours est laissé à l'appréciation des Universités, de même que la répartition des coefficients et crédits ECTS des différentes UE, mais il s'articule généralement autour des Unités d'Enseignement suivantes :
- Chimie, Biochimie, Génome
- La Cellule et les Tissus (Biologie cellulaire)
- Physique et Biophysique
- Mathématiques, Biostatistiques
- Anatomie et Physiologie
- Connaissances du médicament
- Santé, Société, Humanité
- Sciences de la santé
- Connaissances de l'Anglais
- Spécialité(s) (à choisir en début de premier ou deuxième semestre selon modalités, ou UE même inexistante dans certaines Universités)
- Mineure disciplinaire Semestre 1 (6 ECTS, fixés nationalement pour toutes les Universités)
- Mineure disciplinaire Semestre 2 (6 ECTS, fixés nationalement pour toutes les Universités)

Un module de préparation aux épreuves orales est également présent.
L'UE de spécialité a pour but d'anticiper et de préparer l'année supérieure dans la voie choisie. Parfois, les étudiants peuvent cumuler 2 voire 3 UE de spécialité proposées (telles que médecine, pharmacie, masso-kinésithérapie, etc.) pour leurs différents vœux d'orientation post-PASS, mais cela peut être aussi restreint à une seule UE de spécialité. Un tel cumul entraîne une hausse de la charge de travail mais l'étudiant sera classé différemment selon chaque UE de spécialité pour les concours demandés. Certaines facultés ne proposent pas ces UE et ne procèdent qu'à un classement basé sur le tronc commun de la majeure santé et de la mineure disciplinaire.
Finalement, la mineure disciplinaire, choisie par l'étudiant sur Parcoursup, rapporte 12 ECTS au total annuel, sur 60 ECTS, soit 20 % de l'année, tandis que la majeure santé qui regroupe les autres UE représente 80 % de l'année. Les pondérations de la majeure santé sont laissées libres aux facultés de médecine.
L'organisation de la mineure disciplinaire et la pondération des différentes épreuves est quant à elle laissée libre à la faculté enseignant ladite mineure. Par exemple, pour un étudiant en PASS à la faculté de médecine avec une mineure Sciences de la vie à la faculté des sciences, les 80 % que représente la majeure santé dans le PASS sont organisés et régis par la faculté de médecine de son Université, tandis que les 20 % que représente la mineure Sciences de la vie dans le PASS sont organisés et régis par la faculté des sciences. À la fin du semestre, la faculté des sciences transmet la note finale de l'étudiant dans sa mineure Sciences de la vie à la faculté de médecine pour mise en commun avec la majeure santé.
Il n'est pas rare de trouver des différences entre les mineures disciplinaires quant à la difficulté, source de discrimination au classement dans les différents concours pour les étudiants ayant reçu l'enseignement d'une mineure plus « compliquée » (par exemple avec du contrôle terminal à 100%) vis-à-vis des étudiants ayant reçu l'enseignement d'une mineure plus « facile  (par exemple avec du contrôle continu intégral), en cumul au tronc commun. Pour remédier à cela, certaines facultés de médecine procèdent à une harmonisation des mineures disciplinaires, afin de permettre un interclassement des étudiants ayant des mineures différentes. Pour ce faire, la note finale de chaque étudiant dans la mineure disciplinaire est modifiée de manière que les écarts types et les moyennes de groupe de chaque mineure disciplinaire soient semblables. Ainsi, l'étudiant qui avait une mineure plus « compliquée » verra sa note augmenter, tandis que l'étudiant de la mineure plus « facile  verra sa note diminuer.

### Licence Accès Santé (L.AS)
La licence avec le module « accès santé » est dispensée dans une université comportant ou non une unité de formation et de recherche de santé.
Par exemple à Caen, les licences de droit, psychologie, mathématiques, informatique, physique, chimie, sciences de la vie, sciences pour la santé, économie et STAPS permettront de choisir le module optionnel « accès santé » et ainsi de présenter l'un des concours de santé.
Au terme de la première, deuxième ou troisième année de licence, l'étudiant pourra, s'il valide son année de licence, présenter les concours de médecine, odontologie, maïeutique, masso-kinésithérapie ou pharmacie, constitués d'épreuves écrites et orales pour le second groupe (50% des admis minimum doivent provenir des oraux du second groupe). S'il est reçu, il pourra accéder à la deuxième année de la filière qu'il aura présentée.

## Schéma des études de santé
| Nom du diplôme (niv. RNCP/ CEC, sauf (-)) | Années                                          |                                                          | |               |            |                    |                      |                           |                         |                         |                         |                         |                   |                       |                             |  |  |  |          |
| Nom du diplôme (niv. RNCP/ CEC, sauf (-)) | 9 et +                                          |                                                          | DE Médecin DES (-)                                                                                                  | HDR (-)       |            |                    |                      |                           |                         |                         |                         |                         |                   |                       |                             |  |  |  | DESV (-) |
| Nom du diplôme (niv. RNCP/ CEC, sauf (-)) | +8                                              | Doctorat (8)                                             | DE Médecin DES (-)                                                                                                  | DSA DPEA (-)  | DEC (-)    |                    |                      |                           |                         |                         |                         |                         |                   |                       |                             |  |  |  | DESV (-) |
| Nom du diplôme (niv. RNCP/ CEC, sauf (-)) | +7                                              | Doctorat (8)                                             | DE Médecin DES (-)                                                                                                  | DSA DPEA (-)  | DEC (-)    |                    |                      |                           |                         |                         |                         |                         |                   |                       |                             |  |  |  | DESV (-) |
| Nom du diplôme (niv. RNCP/ CEC, sauf (-)) | +6                                              | Doctorat (8)                                             | DE Dentaire (-) DE Pharmacie (-) DFASM (7)                                                                          | HMONP (-)     | DEC (-)    | DE Vétérinaire (-) |                      |                           |                         |                         |                         |                         |                   |                       |                             |  |  |  |          |
| Nom du diplôme (niv. RNCP/ CEC, sauf (-)) | +5                                              | DFASO DFASP DEMK DESF (7)                                | Master (7) | DEA (7)       | DSCG (7)   | DNSEP(7) DSAA (-)  | CCO DE IA DE IPA (7) | CA (7) CNSMD(7) CNSAD (-) | MSc MBA MS Diplovis (-) | ENC (-) ENS (-) INP (-) | ENS (-) IAE (7) ESC (-) | EI (7) ENS (-) DEFV (7) |                   |                       |                             |  |  |  |          |
| Nom du diplôme (niv. RNCP/ CEC, sauf (-)) | +4                                              | DFASO DFASP DEMK DESF (7)                                | Master (7) | DEA (7)       | DSCG (7)   | DNSEP(7) DSAA (-)  | CCO DE IA DE IPA (7) | CA (7) CNSMD(7) CNSAD (-) | MSc MBA MS Diplovis (-) | ENC (-) ENS (-) INP (-) | ENS (-) IAE (7) ESC (-) | EI (7) ENS (-) DEFV (7) |                   |                       |                             |  |  |  |          |
| Nom du diplôme (niv. RNCP/ CEC, sauf (-)) | +3                                              | DFGSM DFGSO DFGSP DFGSMa (6)                             | Licence (6) | LP BUT (6)    | DEEA (6)   | DCG (6)            | DN MADE DNA (6)      | DE I (6) IFPS IRFSS (-)   | DNSP (6)                | ENC (-) ENS (-) INP (-) | ENS (-) IAE (7) ESC (-) | EI (7) ENS (-) DEFV (7) | IRTS (3-6)        | Bachelor Diplovis (-) |                             |  |  |  |          |
| Nom du diplôme (niv. RNCP/ CEC, sauf (-)) | +2                                              | DFGSM DFGSO DFGSP DFGSMa (6)                             | Licence (6) | LP BUT (6)    | DEEA (6)   | DCG (6)            | DN MADE DNA (6)      | DE I (6) IFPS IRFSS (-)   | DNSP (6)                | BTS (5)                 | AL/BL LSH (-)           | ECG D1 D2 (-)           | IRTS (3-6)        | Bachelor Diplovis (-) | BC MP PC PSI PT MPI TSI (-) |  |  |  |          |
| Filière, discipline ou spécialité         | +1                                              | L.AS PASS (-)                                            | Licence (6) | LP BUT (6)    | DEEA (6)   | DCG (6)            | DN MADE DNA (6)      | DE I (6) IFPS IRFSS (-)   | DNSP (6)                | BTS (5)                 | AL/BL LSH (-)           | ECG D1 D2 (-)           | IRTS (3-6)        | Bachelor Diplovis (-) | BC MP PC PSI PT MPI TSI (-) |  |  |  |          |
| Filière, discipline ou spécialité         |                                                 | Médecine Odontologie Pharmacie Maïeutique Kinésithérapie | Arts - Commerce, économie - Droit - Enseignement - Lettres et langues - Sciences humaines - Sciences et technologie | Pro ou Techno | Architecte | Comptabilité       | Arts Design Mode     | Paramédical et santé      | Musique Danse Comédie   | Social Sports           | Libre Technique         | STS                     | Lettres           | Économie              | Scientifique                |  |  |  |          |
| Filière, discipline ou spécialité         | Université, École délivrant un diplôme national | Université, École délivrant un diplôme national          | Université, École délivrant un diplôme national                                                                     | École         | École      | École              | École                | École                     | École                   | École Privée            | École, Lycée CPGE       | École, Lycée CPGE       | École, Lycée CPGE | École, Lycée CPGE     |                             |  |  |  |          |

### Textes réglementaires
- Décret no 2019-1125 du 4 novembre 2019 relatif à l'accès aux formations de médecine, de pharmacie, d'odontologie et de maïeutique
- Arrêté du 4 novembre 2019 relatif à l'accès aux formations de médecine, de pharmacie, d'odontologie et de maïeutique